# Olga Morozova
Olga Vasiljevna Morozova (Russisch: Ольга Васильевна Морозова) (Moskou, 22 februari 1949) is een voormalig tennisspeelster uit de toenmalige Sovjet-Unie. Zij speelt rechtshandig en heeft een enkelhandige backhand. Morozova begon haar tennisloopbaan in het amateurtijdperk, in 1966. Tijdens het open tijdperk was zij actief in het proftennis tot en met 1977. In de drie daarop volgende jaren (1978–1980) nam zij deel aan het Fed Cup-team van de Sovjet-Unie. In 1998 ontving Morozova de Sarah Palfrey Danzig Award.

## Loopbaan

### Enkelspel
Morozova's eerste geregistreerde internationale optreden vond plaats in juni 1966, op de Kent Championships, een grastoernooi in Beckenham (Engeland). Zij bereikte er de derde ronde. Later die maand nam zij voor het eerst deel aan een grandslamtoernooi, op Wimbledon.
In de periode 1970–1976 won Morozova tien enkelspeltitels. Daarnaast stond ze nog tienmaal in een finale, waaronder Roland Garros 1974 en Wimbledon 1974, die ze beide verloor van de Amerikaanse Chris Evert.
Haar hoogste notering op de WTA-ranglijst is de 7e plaats, die zij bereikte in november 1975.

### Dubbelspel
Morozova behaalde in het dubbelspel betere resultaten dan in het enkelspel. Haar eerste geregistreerde internationale optreden vond plaats op Wimbledon; zij strandde in de eerste ronde.
In de periode 1968–1976 won Morozova twintig dubbelspeltitels, waaronder Roland Garros 1974, samen met de Amerikaanse Chris Evert. Daarnaast stond ze nog vijftien keer in een finale, waaronder het Australian Open 1975 (toen nog op gras, samen met de Australische Margaret Court), Roland Garros 1975 (samen met de Amerikaanse Julie Anthony) en het US Open 1976 (destijds op gravel, samen met de Britse Virginia Wade).
Ook in het gemengd dubbelspel bereikte Morozova tweemaal een grandslamfinale, namelijk op Wimbledon 1968 en 1970, beide met landgenoot Alex Metreveli. Zij won één titel in deze discipline, in 1973 op het grastoernooi van Beckenham, weer samen met Metreveli.

## Posities op deWTA-ranglijst enkelspel
Positie per einde seizoen:
| jaar | rang |
| ---- | ---- |
| 1975 | 7    |
| 1976 | 9    |

## Palmares

### WTA-finaleplaatsen enkelspel
| nr.              | finale     | toernooi         | ondergrond    | tegenstandster      | score          |
| ---------------- | ---------- | ---------------- | ------------- | ------------------- | -------------- |
| gewonnen finales |            |                  |               |                     |                |
| 1.               | 1970-12-26 | WTA Adelaide     | gras          | Kristien Kemmer     | 6-4, 4-6, 9-7  |
| 2.               | 1971-02-21 | WTA Moskou       | tapijt (i)    | Maria Kull          | 6-1, 7-5       |
| 3.               | 1971-05-02 | WTA Buenos Aires |               | Anna-Maria Nasuelli | 6-3, 6-4       |
| 4.               | 1972-06-17 | WTA Beckenham    | gras          | Jill Cooper         | 6-4, 6-1       |
| 5.               | 1972-08-27 | WTA South Orange | gras          | Marina Krosjina     | 6-2, 6-7, 7-5  |
| 6.               | 1973-06-23 | WTA Londen       | gras          | Evonne Goolagong    | 6-2, 6-3       |
| 7.               | 1974-04-28 | WTA Philadelphia | hardcourt (i) | Billie Jean King    | 7-6, 6-1       |
| 8.               | 1974-12-07 | WTA Adelaide     | gras          | Evonne Goolagong    | 7-6, 2-6, 6-2  |
| 9.               | 1975-01-26 | WTA Moskou       | tapijt (i)    | Jelena Granatoerova | 6-0, 1-6, 6-4  |
| 10.              | 1976-06-12 | WTA Beckenham    | gras          | Marise Kruger       | 7-5, 2-6, 6-3  |
| verloren finales |            |                  |               |                     |                |
| 1.               | 1970-06-13 | WTA Beckenham    | gras          | Patti Hogan         | 1-6, 3-6       |
| 2.               | 1971-01-17 | WTA Sydney       | gras          | Margaret Court      | 2-6, 2-6       |
| 3.               | 1972-01-23 | WTA Adelaide     | gras          | Evonne Goolagong    | 6-7, 3-6       |
| 4.               | 1972-02-06 | WTA Perth        | gras          | Evonne Goolagong    | 2-6, 5-7       |
| 5.               | 1972-05-02 | WTA Rome         | gravel        | Linda Tuero         | 4-6, 3-6       |
| 6.               | 1973-03-25 | WTA Akron        | hardcourt (i) | Chris Evert         | 3-6, 4-6       |
| 7.               | 1973-07-22 | WTA Kitzbühel    | gravel        | Evonne Goolagong    | regen, gedeeld |
| 8.               | 1974-06-15 | Roland Garros    | gravel        | Chris Evert         | 1-6, 2-6       |
| 9.               | 1974-07-06 | Wimbledon        | gras          | Chris Evert         | 0-6, 4-6       |
| 10.              | 1974-12-15 | WTA Perth        | gras          | Margaret Court      | 4-6, 5-7       |

### WTA-finaleplaatsen vrouwendubbelspel
| nr.              | finale     | toernooi             | ondergrond    | partner             | tegenstandsters                      | score         |
| ---------------- | ---------- | -------------------- | ------------- | ------------------- | ------------------------------------ | ------------- |
| gewonnen finales |            |                      |               |                     |                                      |               |
| 1.               | 1968-07-15 | WTA Båstad           | gravel        | Eva Lundqvist       | Kathleen Harter Julie Heldman        | 6-0, 6-4      |
| 2.               | 1970-12-26 | WTA Adelaide         | gras          | Kerry Harris        | Patti Hogan Sharon Walsh             | 8-6, 6-8, 6-3 |
| 3.               | 1971-01-17 | WTA Sydney           | gras          | Margaret Court      | Helen Gourlay Kerry Harris           | 6-2, 6-0      |
| 4.               | 1971-05-02 | WTA Buenos Aires     |               | Betty Stöve         | Beatriz Araújo Inés Roget            | 7-5, 6-1      |
| 5.               | 1972-01-23 | WTA Adelaide         | gras          | Evonne Goolagong    | Kerry Hogarth Marilyn Tesch          | 6-3, 6-0      |
| 6.               | 1972-05-02 | WTA Rome             | gravel        | Lesley Hunt         | Gail Chanfreau Rosalba Vido          | 6-3, 6-4      |
| 7.               | 1972-06-17 | WTA Beckenham        | gras          | Sharon Walsh        | Laura duPont Mona Schallau           | 8-6, 6-1      |
| 8.               | 1972-08-27 | WTA South Orange     | gras          | Marina Krosjina     | Carole Graebner Patti Hogan          | 6-7, 6-2, 6-2 |
| 9.               | 1973-03-18 | WTA Boston           | tapijt (i)    | Marina Krosjina     | Evonne Goolagong Janet Young         | 6-2, 6-4      |
| 10.              | 1973-06-10 | WTA Rome             | gravel        | Virginia Wade       | Martina Navrátilová Renáta Tomanová  | 3-6, 6-2, 7-5 |
| 11.              | 1973-06-17 | WTA Beckenham        | gras          | Marina Krosjina     | Jackie Fayter Peggy Michel           | 8-6, 6-3      |
| 12.              | 1973-07-22 | WTA Kitzbühel        | gravel        | Aleksandra Ivanova  | Evonne Goolagong Janet Young         | 2-6, 6-4, 6-2 |
| 13.              | 1974-04-21 | WTA Saint Petersburg | gravel        | Betty Stöve         | Chris Evert Evonne Goolagong         | 6-4, 6-2      |
| 14.              | 1974-05-05 | WTA Hilton Head      | gravel        | Rosie Casals        | Helen Gourlay Karen Krantzcke        | 6-2, 6-1      |
| 15.              | 1974-06-03 | WTA Rome             | gravel        | Chris Evert         | Helga Masthoff Heide Orth            | walk-over     |
| 16.              | 1974-06-15 | Roland Garros        | gravel        | Chris Evert         | Gail Chanfreau Katja Ebbinghaus      | 6-4, 2-6, 6-1 |
| 17.              | 1974-12-15 | WTA Perth            | gras          | Martina Navrátilová | Lesley Hunt Kazuko Sawamatsu         | 6-1, 6-3      |
| 18.              | 1975-06-21 | WTA Eastbourne       | gras          | Julie Anthony       | Evonne Goolagong Peggy Michel        | 6-2, 6-4      |
| 19.              | 1976-01-25 | WTA Washington       | hardcourt (i) | Virginia Wade       | Mona Guerrant Wendy Overton          | 7-6, 6-2      |
| 20.              | 1976-01-31 | WTA Chicago          | hardcourt (i) | Virginia Wade       | Evonne Goolagong Martina Navrátilová | 6-7, 6-4, 6-4 |
| verloren finales |            |                      |               |                     |                                      |               |
| 1.               | 1971-01-31 | WTA Melbourne        | gras          | Margaret Court      | Helen Gourlay Kerry Harris           | gedeeld       |
| 2.               | 1971-02-21 | WTA Moskou           | tapijt (i)    | Jelena Granatoerova | Jevgenia Birjoekova Marina Krosjina  | 6-7, 7-5, 5-7 |
| 3.               | 1971-06-12 | WTA Beckenham        | gras          | Zaiga Jansone       | Christine Janes Nell Truman          | 3-6, 7-9      |
| 4.               | 1972-02-06 | WTA Perth            | gras          | Janet Young         | Evonne Goolagong Barbara Hawcroft    | 6-3, 4-6, 3-6 |
| 5.               | 1974-03-24 | WTA Akron            | tapijt (i)    | Julie Heldman       | Rosie Casals Billie Jean King        | 2-6, 4-6      |
| 6.               | 1974-06-22 | WTA Eastbourne       | gras          | Chris Evert         | Helen Gourlay Karen Krantzcke        | 2-6, 0-6      |
| 7.               | 1974-12-22 | WTA Sydney           | hardcourt     | Martina Navrátilová | Evonne Goolagong Peggy Michel        | 7-6, 4-6, 1-6 |
| 8.               | 1975-01-01 | Australian Open      | gras          | Margaret Court      | Evonne Goolagong Peggy Michel        | 6-7, 6-7      |
| 9.               | 1975-02-15 | WTA Chicago          | tapijt (i)    | Margaret Court      | Chris Evert Martina Navrátilová      | 2-6, 6-7      |
| 10.              | 1975-04-27 | WTA Amelia Island    | gravel        | Rosie Casals        | Evonne Goolagong Virginia Wade       | 4-6, 6-4, 2-6 |
| 11.              | 1975-06-15 | Roland Garros        | gravel        | Julie Anthony       | Chris Evert Martina Navrátilová      | 3-6, 2-6      |
| 12.              | 1975-11-30 | WTA Osaka            | tapijt (i)    | Jeanne Evert        | Rosie Casals Françoise Dürr          | 3-6, 3-6      |
| 13.              | 1976-06-12 | WTA Beckenham        | gras          | Natasha Chmyreva    | Brigitte Cuypers Annette du Plooy    | 7-9, 4-6      |
| 14.              | 1976-06-20 | WTA Eastbourne       | gras          | Virginia Wade       | Chris Evert Martina Navrátilová      | gedeeld       |
| 15.              | 1976-09-11 | US Open              | gravel        | Virginia Wade       | Delina Boshoff Ilana Kloss           | 1-6, 4-6      |

### WTA-finaleplaatsen gemengd dubbelspel
| nr.              | finale     | toernooi      | ondergrond | partner        | tegenstanders                          | score         |
| ---------------- | ---------- | ------------- | ---------- | -------------- | -------------------------------------- | ------------- |
| gewonnen finales |            |               |            |                |                                        |               |
| 1.               | 1973-06-17 | WTA Beckenham | gras       | Alex Metreveli | Marita Redondo Jean-Baptiste Chanfreau | 6-3, 6-1      |
| verloren finales |            |               |            |                |                                        |               |
| 1.               | 1968-07-06 | Wimbledon     | gras       | Alex Metreveli | Margaret Court Ken Fletcher            | 1-6, 12-14    |
| 2.               | 1970-07-04 | Wimbledon     | gras       | Alex Metreveli | Rosie Casals Ilie Năstase              | 3-6, 6-4, 7-9 |

## Resultaten grandslamtoernooien
| Legenda | Legenda                          |
| ------- | -------------------------------- |
| g.t.    | geen toernooi gehouden           |
| l.c.    | lagere categorie                 |
| –       | niet deelgenomen                 |
| G       | uitgeschakeld in de groepsfase   |
| 1R      | uitgeschakeld in de eerste ronde |
| 2R      | uitgeschakeld in de tweede ronde |
| 3R      | uitgeschakeld in de derde ronde  |
| 4R      | uitgeschakeld in de vierde ronde |
| KF      | uitgeschakeld in de kwartfinale  |
| HF      | uitgeschakeld in de halve finale |
| F       | de finale verloren               |
| W       | het toernooi gewonnen            |
| w-v     | winst/verlies-balans             |

### Enkelspel
| Toernooi        | 1966 | 1967 | 1968 | 1969 | 1970 | 1971 | 1972 | 1973 | 1974 | 1975 | 1976 |
| --------------- | ---- | ---- | ---- | ---- | ---- | ---- | ---- | ---- | ---- | ---- | ---- |
| Australian Open | –    | –    | –    | –    | –    | –    | KF   | –    | –    | KF   | –    |
| Roland Garros   | –    | 1R   | 2R   | 3R   | 2R   | 2R   | KF   | 2R   | F    | HF   | –    |
| Wimbledon       | 1R   | –    | 1R   | 4R   | 2R   | 3R   | 4R   | KF   | F    | KF   | KF   |
| US Open         | –    | –    | –    | –    | 3R   | –    | KF   | 3R   | –    | 2R   | 3R   |

### Vrouwendubbelspel
| Toernooi        | 1966 | 1967 | 1968 | 1969 | 1970 | 1971 | 1972 | 1973 | 1974 | 1975 | 1976 |
| --------------- | ---- | ---- | ---- | ---- | ---- | ---- | ---- | ---- | ---- | ---- | ---- |
| Australian Open | –    | –    | –    | –    | –    | –    | HF   | –    | –    | F    | –    |
| Roland Garros   | –    | 1R   | 1R   | 2R   | 3R   | 3R   | KF   | HF   | W    | F    | –    |
| Wimbledon       | 1R   | –    | 2R   | 2R   | 3R   | 2R   | KF   | 3R   | HF   | KF   | 1R   |
| US Open         | –    | –    | –    | –    | KF   | –    | KF   | HF   | –    | KF   | F    |

### Gemengd dubbelspel
| Toernooi        | 1967 | 1968 | 1969 | 1970 | 1971 | 1972 | 1973 | 1974 | 1975 | 1976 |    | 1989 |
| --------------- | ---- | ---- | ---- | ---- | ---- | ---- | ---- | ---- | ---- | ---- | -- | ---- |
| Australian Open | –    | –    | –    | –    | –    | –    | –    | –    | –    | –    | –  |      |
| Roland Garros   | 1R   | 1R   | 3R   | KF   | HF   | KF   | 2R   | –    | 2R   | –    | –  |      |
| Wimbledon       | –    | F    | 3R   | F    | 3R   | 4R   | HF   | KF   | HF   | 1R   | –  |      |
| US Open         | –    | –    | –    | 2R   | –    | 3R   | KF   | –    | HF   | 2R   | 1R |      |